# برگر پینتس
برگر پینتس (انگلیسی: Berger Paints) شرکت صنایع شیمیایی هندی است، که در سال ۱۹۲۳ تأسیس شد.